# Snorre Pedersen
Snorre Pedersen (* 3. Juli 1972 in Lillehammer) ist ein ehemaliger norwegischer Skeletonfahrer.
Snorre Pedersen gab im Dezember 1997 sein Debüt in Skeleton-Weltcup. In La Plagne belegte er den 26. Platz. Im Februar 1999 kam er als Neunter im Rennen von Königssee erstmals unter die Besten zehn. Anschließend trat er in Altenberg zum ersten Mal bei einer Skeleton-Weltmeisterschaft an und belegte den 16. Rang. Im Januar 2000 erreichte er auf seiner Heimbahn in Lillehammer mit dem zweiten Platz sein bestes Weltcup-Ergebnis. 2002 startete Pedersen bei den Olympischen Winterspielen von Salt Lake City, wo Skeleton zum ersten Mal seit 1948 wieder olympisch wurde. Pedersen belegte den 14. Platz. Weitere gute Ergebnisse waren der siebte Platz bei der Skeleton-Europameisterschaft 2003 in St. Moritz und der zehnte Rang bei der Skeleton-Weltmeisterschaft 2003 in Nagano. Drei Mal, von 2003 bis 2005, konnte Pedersen Norwegischer Meister werden. 2005 beendete er seine aktive Karriere. Bei den Olympischen Winterspielen 2006 von Turin war Pedersen Trainer von Desirée Bjerke. Er ist mit der Schweizer Olympiasiegerin, Welt- und Europameisterin Maya Pedersen-Bieri verheiratet, die er auch trainiert. Das Paar hat zwei Töchter.